# Оливер Хевисајд
Оливер Хевисајд (енгл. Oliver Heaviside, 18. мај 1850 – 3. фебруар 1925) био је енглески самообразовани електротехничар, математичар и физичар који је прилагодио комплексне бројеве истраживању електричних кола, изумео је математичке технике за решавање диференцијалних једначина (еквивалентне Лапласовим трансформацијама), преформулисао је Максвелове једначине поља преко електричних и магнетних сила и флукса и формулисао је векторску анализу.